# Naturbål
Naturbål är det nionde fullängdsalbumet med det svenska folk metal-bandet Vintersorg. Albumet utgavs av skivbolaget Napalm Records 27 juni 2014.

## Låtlista
1. "Ur aska och sot" – 07:07
2. "Överallt och ingenstans" – 05:06
3. "En blixt från klar himmel" – 05:47
4. "Lågornas rov" – 05:48
5. "Rymdens brinnande öar" – 06:01
6. "Natten visste vad skymningen såg" – 05:23
7. "Elddraken" – 05:57
8. "Urdarmåne" – 07:45
9. "Själ i flamma" – 04:32

Alla låtar skrivna av Vintersorg (Andreas Hedlund).

## Medverkande
Musiker (Vintersorg-medlemmar)
- Vintersorg (Andreas Hedlund) – elgitarr, akustisk gitarr, keyboard, ljudeffekter, programmering
- Mattias Marklund – gitarrer

Bidragande musiker
- Simon Lundström – basgitarr
- Helena Sofia Hedman – sång ("Ur aska och sot")
- Frida Eurenius – sång ("Rymdens brinnande öar")

Produktion
- Vintersorg – producent, ljudtekniker, ljudmix, mastering
- Kris Verwimp – omslagsdesign
- Örjan Fredriksson – foto